# 4326 McNally
4326 McNally è un asteroide della fascia principale. Scoperto nel 1982, presenta un'orbita caratterizzata da un semiasse maggiore pari a 3,0777824 UA e da un'eccentricità di 0,2045703, inclinata di 4,27513° rispetto all'eclittica.